# Akame ga Kill!/Episodenliste
Akame ga Kill! (jap. アカメが斬る！) ist eine japanische Animeserie, die 2014 vom Studio White Fox produziert wurde. Die Animeserie lief vom 7. Juli bis zum 15. Dezember 2014 auf Tokyo MX in Japan. In Deutschland wurde der Anime vom 27. Mai 2015 bis zum 4. November 2015 auf ProSieben Maxx ausgestrahlt und von Peppermint Anime lizenziert. Er basiert auf den Mangas von Takahiro und Tetsuya Tashiro.
Diese Episodenliste enthält alle 24 Episoden der jap. Animeserie Akame ga Kill!
| Nr. | Deutscher Titel                           | Originaltitel                                           | Erstausstrahlung Japan | Deutschsprachige Erstausstrahlung (D) | Regie              | Drehbuch         |
| --- | ----------------------------------------- | ------------------------------------------------------- | ---------------------- | ------------------------------------- | ------------------ | ---------------- |
| 1 | Die Dunkelheit zerschneiden               | 闇を斬る (Yami o Kiru)                                  | 7. Juli 2014           | 27. Mai 2015                          | Tomoki Kobayashi   | Makoto Uezu      |
| Der Schwertkämpfer Tatsumi ist mit zwei Freunden unterwegs zur Hauptstadt, um dort Geld für sich und sein verarmtes Heimatdorf zu verdienen. Nachdem er von seinen Freunden getrennt und zudem ausgeraubt wird, nimmt ihn eine reiche Familie auf. Diese wird des nachts von bezahlten Mördern, die sich Night Raid nennen, abgeschlachtet. Tatsumi ist zunächst perplex, muss dann aber erfahren, dass jene Familie seine zwei Freunde zu Tode gefoltert hat.            |                                           |                                                         |                        |                                       |                    |                  |
| 2 | Die Autorität durchschneiden              | 権力を斬る (Kenryoku o Kiru)                            | 14. Juli 2014          | 3. Juni 2015                          | Kazuhiro Ozawa     | Makoto Uezu      |
| Tatsumi begleitet Night Raid und lernt deren Mitglieder kennen, die unter der Führung von Najenda operieren. Die Gruppierung steht dem Widerstand nahe und möchte die aktuelle Regierung unter Minister Honest stürzen. Tatsumi wird von den Zielen überzeugt, schließt sich der Gruppe an und beginnt mit dem Training, das nicht nur Kampftraining umfasst. Sein erster Auftrag ist die Ermordung des Polizeibeamten Ogre; den Auftrag erfüllt er.                      |                                           |                                                         |                        |                                       |                    |                  |
| 3 | Die Befangenheit durchschneiden           | 蟠（ワダカマリ）を斬る (Wadakamari o Kiru)              | 21. Juli 2014          | 10. Juni 2015                         | Takahiro Kawakoshi | Makoto Uezu      |
| Der nächste Auftrag betrifft Iokal, einen entfernten Verwandten von Honest, der vor allem wegen der Entführung von Frauen im Fokus steht. Tatsumi ist gemeinsam mit Mine unterwegs, die Iokal mithilfe ihrer Kaiserwaffe erledigt. Kaiserwaffen sind einzigartige Artefakte, die vor langer Zeit geschaffen wurden und normale Waffen in ihren Möglichkeiten bei weitem übersteigen.                                                                                      |                                           |                                                         |                        |                                       |                    |                  |
| 4 | Benutzer von Kaiserwaffen durchschneiden  | 帝具使いを斬る (Teigu tsukai o Kiru)                    | 28. Juli 2014          | 17. Juni 2015                         | Hiroyuki Tsuchiya  | Makoto Uezu      |
| Tatsumi wird in das Wissen um die Kaiserwaffen eingeweiht. Nicht jeder Mensch ist befähigt, eine solche Waffe zu tragen. Kommt es zum Kampf zweier Träger kann dieser erst enden, wenn einer der beiden Kontrahenten stirbt. Durch einen Auftrag findet sich Tatsumi mit Zanku, der eine solche besitzt, im Kampf wieder. Nach einer Verletzung greift Akame unterstützend ein und besiegt Zanku, der eine Illusion ihrer kleinen Schwester Kurome beschwor.              |                                           |                                                         |                        |                                       |                    |                  |
| 5 | Traumgeschichten durchschneiden           | 夢物語を斬る (Yumemonogatari o Kiru)                    | 4. Aug. 2014           | 24. Juni 2015                         | Tomoko Hiramuki    | Machita Doko     |
| Jedes Mitglied Night Raids hat eine Kaiserwaffe, doch leider eignet sich Zankus nicht für Tatsumi. Beim Training mit Sheele erfährt er, dass diese im Gegensatz zu ihrer alltäglichen Tollpatschigkeit im Morden sehr akkurat agiert, weshalb sie sich Night Raid angeschlossen hat. Später verläuft er sich in der Stadt und begegnet Seryu, Schülerin von Ogre und Trägerin einer Kaiserwaffe. Diese erkennt ihn nicht als Mitglied von Night Raid und hilft ihm daher. |                                           |                                                         |                        |                                       |                    |                  |
| 6 | Die absolute Gerechtigkeit durchschneiden | 絶対正義を斬る (Zettai Seigi o Kiru)                    | 11. Aug. 2014          | 1. Juli 2015                          | Manabu Okamoto     | Machita Doko     |
| Leone und Tatsumi sind gemeinsam unterwegs, um einen Ring von Drogen- und Frauenschmugglern innerhalb eines Tempels zu demontieren. Währenddessen geraten Mine und Sheele in einen Hinterhalt von Seryu und deren animalischer Kaiserwaffe Koro. In diesem Kampf opfert sich Sheele, damit der in Bedrängnis geratenen Mine die Flucht gelingen kann. |                                           |                                                         |                        |                                       |                    |                  |
| 7 | Drei Kleintiere durchschneiden (1)        | 三匹を斬る - 前編 - (Sanbiki o Kiru - Zenpen -)         | 18. Aug. 2014          | 8. Juli 2015                          | Atsushi Shibata    | Makoto Uezu      |
| Drei vom Kaiser und Minister Honest ausgesendete Assassinen zur Ermordung von politischen Gegnern außerhalb der Hauptstadt begegnen Bulat und Tatsumi auf einem Schiff. Da außer Tatsumi alle Kaiserwaffen tragen, geraten die Night Raid Mitglieder in Bedrängnis. Dennoch tötet Bulat einen der Angreifer. |                                           |                                                         |                        |                                       |                    |                  |
| 8 | Drei Kleintiere durchschneiden (2)        | 三匹を斬る - 後編 - (Sanbiki o Kiru - Kōhen -)          | 25. Aug. 2014          | 15. Juli 2015                         | Sekiya Mamiko      | Makoto Uezu      |
| In einem anderen Angreifer erkennt Bulat einen alten Bekannten. In ihrem Kampf werden beide tödlich verwundet, jedoch gelingt es Bulat, seine Kaiserwaffe Incursio an Tatsumi zu übertragen, was keineswegs selbstverständlich ist, da Kaiserwaffen ihre Träger wählen. Mithilfe Incursios, einer Art Kampfanzug, kann Tatsumi den letzten Angreifer eliminieren. |                                           |                                                         |                        |                                       |                    |                  |
| 9 | Den Kampfeswahn durchschneiden            | 戦闘狂を斬る (Sentōkyō o Kiru)                          | 1. Sep. 2014           | 22. Juli 2015                         | Sasaki Junhito     | Machita Doko     |
| Die grausame Kommandantin Esdeath stellt eine Truppe von Kaiserwaffenträgern im Dienste des Kaiserreiches als Sondertruppe zur Verteidigung zusammen, die Jaegers genannt wird, und auch gegen Night Raid gerichtet ist. Zudem richtet sie ein Turnier aus. Dieses gewinnt Tatsumi unter falscher Identität und Esdeath ist davon so beeindruckt, dass sie ihn gefangen nimmt und für sich als Ehepartner gewinnen will.                                                  |                                           |                                                         |                        |                                       |                    |                  |
| 10 | Die Verführung durchschneiden             | 誘惑を斬る (Yūwaku o Kiru)                              | 8. Sep. 2014           | 29. Juli 2015                         | Yoshiko Mikami     | Nakamura Hiroshi |
| Während Esdeath weiterhin versucht, dass Tatsumi sich in sie verliebt, muss dieser die Jaegers bei einigen ihrer Aufgaben begleiten. Als er mit Wave alleine unterwegs ist nutzt er die Chance, um zu fliehen. |                                           |                                                         |                        |                                       |                    |                  |
| 11 | Den Mad Scientist durchschneiden          | マッドサイエンティストを斬る (Maddo Saientisuto o Kiru) | 15. Sep. 2014          | 5. Aug. 2015                          | Atsushi Ikaritani  | Hiroshi Jiro     |
| Der verrückte Wissenschaftler Dr. Stylish experimentiert unter anderem mit den Monstern, die das Land außerhalb der Hauptstadt heimsuchen, sowie mit Kaiserwaffen. Er und seine Helfer nehmen den Kampf mit Night Raid auf, unterliegen jedoch einer nach dem anderen. |                                           |                                                         |                        |                                       |                    |                  |
| 12 | Die Neuen durchschneiden                  | 新入りを斬る (Shiniri o Kiru)                           | 22. Sep. 2014          | 12. Aug. 2015                         | Hiroyuki Tsuchiya  | Nakamura Hiroshi |
| Nach dem Verlust zweier Mitglieder Night Raids stellt Najenda zwei neue Rekruten vor: ihre eigene humanoide Kaiserwaffe Susanoo sowie Chelsea, eine Kaiserwaffenträgerin, die als einzige ihrer ehemaligen Truppe überlebt hat. Esdeath stellt währenddessen fest, dass sie kein romantisches Empfinden gegenüber Personen außer Tatsumi hat, daher sucht sie weiter nach ihm.                                                                                            |                                           |                                                         |                        |                                       |                    |                  |
| 13 | Hindernisse durchschneiden                | 邪魔者を斬る (Jamamono o Kiru)                          | 29. Sep. 2014          | 19. Aug. 2015                         | Masahiro Sonoda    | Machita Doko     |
| Rund um die Kaiserstadt treten vermehrt Monster auf, die sich intelligenter verhalten. Während Esdeath einige für Untersuchungen einfängt, gehen Bols, Wave und Seryu auf die Jagd. Auch Night Raid patrouilliert, um die Einwohner zu schützen. Wave lernt Bols Familie und seine dunkle Vergangenheit kennen, während Lubbock Tatsumi gesteht, dass er Night Raid wegen seiner Zuneigung zu Najenda beigetreten ist, die keine Erwiderung findet.                       |                                           |                                                         |                        |                                       |                    |                  |
| 14 | Das Ministermonster durchschneiden        | 巨大危険種を斬る (Kyodai Kikenshu o Kiru)               | 6. Okt. 2014           | 26. Aug. 2015                         | Iwatsuki Jinkichi  | Makoto Uezu      |
| Bei einer nächtlichen Patrouille stoßen Tatsumi und Esdeath aufeinander, werden jedoch bei ihrer Unterhaltung von Syura gestört, der die beiden mit seiner Kaiserwaffe auf eine einsame Insel teleportiert. Dort unterstützen diese einander und Tatsumi erfährt von Esdeaths Kindheit, dem Verlust ihrer Eltern sowie dem Erlangen ihrer Kaiserwaffe. Er gibt jedoch die Hoffnung auf, sie für die Sache von Night Raid zu gewinnen.                                     |                                           |                                                         |                        |                                       |                    |                  |
| 15 | Eine Religionsgemeinschaft durchschneiden | 教団を斬る (Kyōdan o Kiru)                              | 13. Okt. 2014          | 2. Sep. 2015                          | Sasaki Junhito     | Machita Doko     |
| Während die Armeen der Revolution die Kaiserstadt einkreisen, bricht Night Raid auf, um Bolic, einen religiösen Gegner der Revolution, zu töten, und so den Vormarsch zu beschleunigen. Unterwegs lassen sie sich sehen, um so die Jaegers in eine Falle zu locken. |                                           |                                                         |                        |                                       |                    |                  |
| 16 | Puppen durchschneiden                     | 人形を斬る (Ningyō o Kiru)                              | 20. Okt. 2014          | 9. Sep. 2015                          | Hiroyuki Tsuchiya  | Nakamura Hiroshi |
| Obwohl Night Raid, da sie eine Aufteilung vorgetäuscht haben, abgesehen von Lubbock und Chelsea in voller Besetzung nur gegen Kurome und Bols antreten muss, ist der Kampf dennoch ziemlich ausgeglichen, dank der Puppen unter Kontrolle der Kaiserwaffe von Kurome. Letztlich ziehen sich Kurome und Bols nach Verlust mehrerer Puppen zurück. |                                           |                                                         |                        |                                       |                    |                  |
| 17 | Den Bann durchschneiden                   | 呪縛を斬る (Jubaku o Kiru)                              | 27. Okt. 2014          | 16. Sep. 2015                         | Manabu Okamoto     | Machita Doko     |
| Chelsea hatte sich im Kampf verborgen und nutzt nun eine Verkleidung, um den auf dem Rückzug befindlichen Bols, der seine Kaiserwaffe verloren hat, auszuschalten. Gleiches versucht sie auch mit Kurome, die jedoch durch Drogeneinfluss das Gift überlebt und Chelsea durch die verbliebenen Puppen töten lässt. Für ein Eingreifen sind die restlichen Mitglieder von Night Raid zu weit entfernt.                                                                     |                                           |                                                         |                        |                                       |                    |                  |
| 18 | Dämonen durchschneiden                    | 鬼を斬る (Oni o Kiru)                                   | 3. Nov. 2014           | 23. Sep. 2015                         | Kazuomi Koga       | Makoto Uezu      |
| Night Raid kundschaftet die Umgebung von Bolic aus. Dabei kommt es zu Kämpfen mit seinen vier Leibwächtern, den Rakshasa Dämonen, von denen drei durch Akame und Lubbock besiegt werden. Währenddessen übernehmen die Jaegers die Aufgabe des Personenschutzes von Bolic. |                                           |                                                         |                        |                                       |                    |                  |
| 19 | Die Ursache durchschneiden                | 因縁を斬る (Innen o Kiru)                               | 10. Nov. 2014          | 30. Sep. 2015                         | Masaki Matsumura   | Makoto Uezu      |
| Mine und Tatsumi werden bei privaten Gesprächen von Seryu entdeckt und attackiert. Suzuka kommt zur Unterstützung hinzu, unterliegt jedoch Tatsumi. Dieser rettet anschließend Mine vor einer gigantischen Explosion, die Seryu durch Selbstzerstörung eingeleitet hat. Bolic versucht entgegen Esdeaths Ratschlag zu fliehen. Er trifft auf Akame und Lubbock, die den Auftrag zu Ende bringen.                                                                          |                                           |                                                         |                        |                                       |                    |                  |
| 20 | Shura durchschneiden                      | 修羅を斬る (Shura o Kiru)                               | 17. Nov. 2014          | 7. Okt. 2015                          | Daisuke Eguchi     | Machita Doko     |
| Lubbock und Tatsumi infiltrieren den Palast, sehen sich dort jedoch General Budo und Syura gegenüber. Während Lubbock und Syura sich im gegenseitigen Kampf töten, gelingt Budo die Festnahme Tatsumis. |                                           |                                                         |                        |                                       |                    |                  |
| 21 | Die Verzweiflung durchschneiden           | 絶望を斬る (Zetsubō o Kiru)                             | 24. Nov. 2014          | 14. Okt. 2015                         | Tomoki Kobayashi   | Machita Doko     |
| Esdeath bietet Tatsumi, dem nun als Verräter die Exekution bevorsteht, als einzigen Ausweg ein Überlaufen zu den kaiserlichen Truppen an, was er ablehnt. Knapp vor Ausführung der Exekution greifen die restlichen Mitglieder Night Raids an, um Tatsumi zu befreien. Während Najenda mit Susanoo Esdeath beschäftigt hält, kämpfen Leone und Mine mit Budo. Letztlich gelingt allen die Flucht, jedoch stirbt Mine an ihren Verletzungen.                               |                                           |                                                         |                        |                                       |                    |                  |
| 22 | Die Schwester durchschneiden              | 妹を斬る (Imōto o Kiru)                                 | 1. Dez. 2014           | 21. Okt. 2015                         | Tomoki Kobayashi   | Makoto Uezu      |
| Kurome ist sich ihrer angeschlagenen Gesundheit bewusst und fordert daher ihre Schwester Akame zu einem Duell heraus. Akame willigt entgegen Tatsumis Willen ein und es kommt zum Kampf und zur Aussprache. Wave will Kurome unterstützen, wird jedoch von Tatsumi zurückgehalten. Kurome stirbt letztlich durch die Hand ihrer Schwester. |                                           |                                                         |                        |                                       |                    |                  |
| 23 | Den Kaiser durchschneiden                 | 皇帝を斬る (Kōtei o Kiru)                               | 8. Dez. 2014           | 28. Okt. 2015                         | Tomoki Kobayashi   | Makoto Uezu      |
| Mit den Revolutionären in der Stadt sieht sich der Kaiser dazu gezwungen, seine eigene Kaiserwaffe, einen gigantischen Mech, zum Einsatz zu bringen, ohne Rücksicht auf die massiven Schäden der Hauptstadt. Angesichts dieser läuft Wave zur anderen Seite über und unterstützt Tatsumi im Kampf, während Leone Run beschäftigt. Tatsumi setzt den Mech außer Gefecht, stirbt jedoch im Zuge der Verteidigung der Stadt.                                                 |                                           |                                                         |                        |                                       |                    |                  |
| 24 | Akame ga Kill                             | アカメが斬る! (Akame ga kiru!)                          | 15. Dez. 2014          | 4. Nov. 2015                          | Tomoki Kobayashi   | Makoto Uezu      |
| Nach Tatsumis Tod kommt es zum Showdown zwischen Esdeath und Akame, welchen letztere für sich entscheiden kann. Leone sucht den Kampf mit Minister in Honest, den sie tödlich verwundet gewinnt. Najenda verurteilt den Kaiser zum Tode und widmet sich anschließend dem Neuaufbau der Stadt. Night Raids Aufgabe ist nun erfüllt. |                                           |                                                         |                        |                                       |                    |                  |